# Glyptodontinae
I glittodonti o gliptodonti (Glyptodontinae) sono una sottofamiglia di mammiferi, conosciuti allo stato fossile e appartenenti all'ordine degli xenartri. 

## Mammiferi "tartaruga"
Questi animali, molto diffusi nelle pianure di tutto il Sudamerica tra la fine del Terziario e la fine del Pleistocene, erano esclusivamente erbivori, muniti di una corazza toracica saldata in un pezzo unico, formato da moltissime placche dermiche fuse. Parenti alla lontana degli attuali armadilli, i gliptodonti erano però di forme pesanti e di corporatura estremamente massiccia, e spesso raggiungevano dimensioni gigantesche. Molto specializzati, questi erbivori percorrevano lentamente le pianure e dovevano assomigliare a gigantesche tartarughe.

## Descrizione
Oltre alla corazza sul corpo, i gliptodonti erano dotati di uno scudo cefalico e una serie di anelli ossei snodati alla radice della coda. A completare questa pesantissima armatura, era presente un tubo osseo caudale. Le vertebre caudali erano saldate all'armatura tramite le loro apofisi dorsali, laterali e ventrali. 

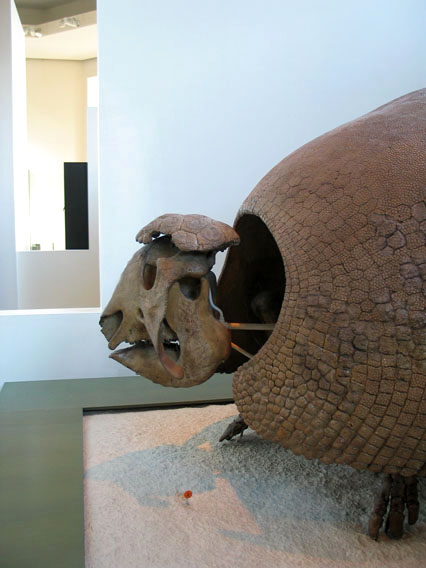
Particolare dello scheletro di Panochthus

Il cranio era corto e alto, con le orbite chiuse posteriormente e un arco zigomatico robusto e dotato di un processo inferiore lunghissimo. La mandibola era profonda, con un ramo montante molto alto, e dotata di una struttura anteriore a forma di doccia, attraverso la quale con tutta probabilità passava una lunga lingua prensile. I denti erano grandi e a crescita continua, con una sezione triloba e formati da due tipi di dentina di diversa durezza. Tutte queste strutture del cranio e della dentatura mostrano chiaramente che i gliptodontidi erano adattati a una dieta di graminacee molto abrasive e dure. Gli arti, robustissimi, dovevano sorreggere il pesante corpo: gli anteriori erano molto più corti dei posteriori, e l'ulna era dotata di una lunga protuberanza (olecrano), tipica degli animali dagli arti potenti. Le dita terminavano in piccoli zoccoli.

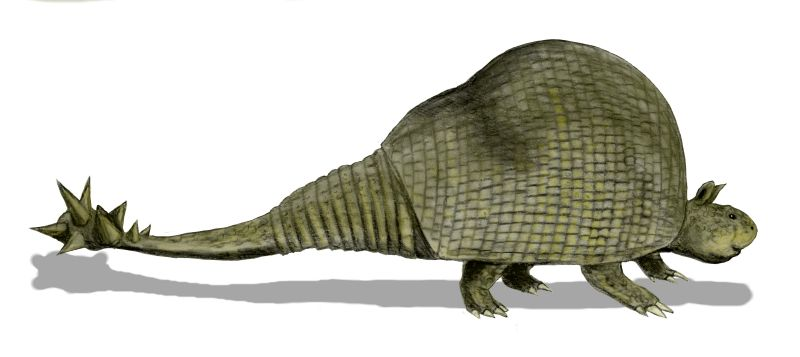
Ricostruzione di Doedicurus clavicaudatus

## Evoluzione
La storia evolutiva dei gliptodontidi è conosciuta a partire dall'Eocene medio (circa 45 milioni di anni fa). Questi animali sembrerebbero essersi originati da un gruppo di xenartri primitivi simili ad armadilli; uno di questi animali, Paleopeltis, dell'Eocene medio e dell'Oligocene, sembrerebbe essere molto vicino all'origine dei gliptodontidi. Altri animali simili furono i pampateridi (Pampatheriidae), con Machlydotherium dell'Eocene, che si evolsero fino a dare origine ai grandi Pampatherium e Holmesina, del Pleistocene. Contemporanei di Palaeopeltis sono i primi veri gliptodontidi, già dotati del caratteristico scudo ma di dimensioni ancora piccole: la sottofamiglia dei gliptatelini (Glyptatelinae), con l'eocenico Glyptatelus, è la più primitiva del gruppo. Per milioni di anni, questi animali sono rappresentati da forme poco diffuse e note attraverso scarsi resti fossili.
Il più noto tra i gliptodonti primitivi è comunque Propalaeohoplophorus, del Miocene inferiore (20 milioni di anni fa). Questo animale, alto una cinquantina di centimetri, possiede già tutte le caratteristiche base del gruppo. Nel corso del Miocene si assiste a un'incredibile espansione del gruppo, probabilmente a causa dell'avanzamento delle praterie, habitat prediletto dei gliptodontidi. Questa fioritura darà origine a molte forme, tutte simili fra loro nella struttura generale ma diversificate nei particolari del cranio, nella forma del carapace e della coda, e nella forma e nella scultura delle placche dermiche del carapace. La sottofamiglia degli oploforini (Hoplophorinae) si diversifica notevolmente, con oltre una ventina di generi: tra i più noti Hoplophorus (vissuto fino al Pleistocene), il primitivo Palaeohoplophorus, il pliocenico Plohophorus e i pleistocenici Lomaphorus, Neosclerocalyptus e Panochthus. 

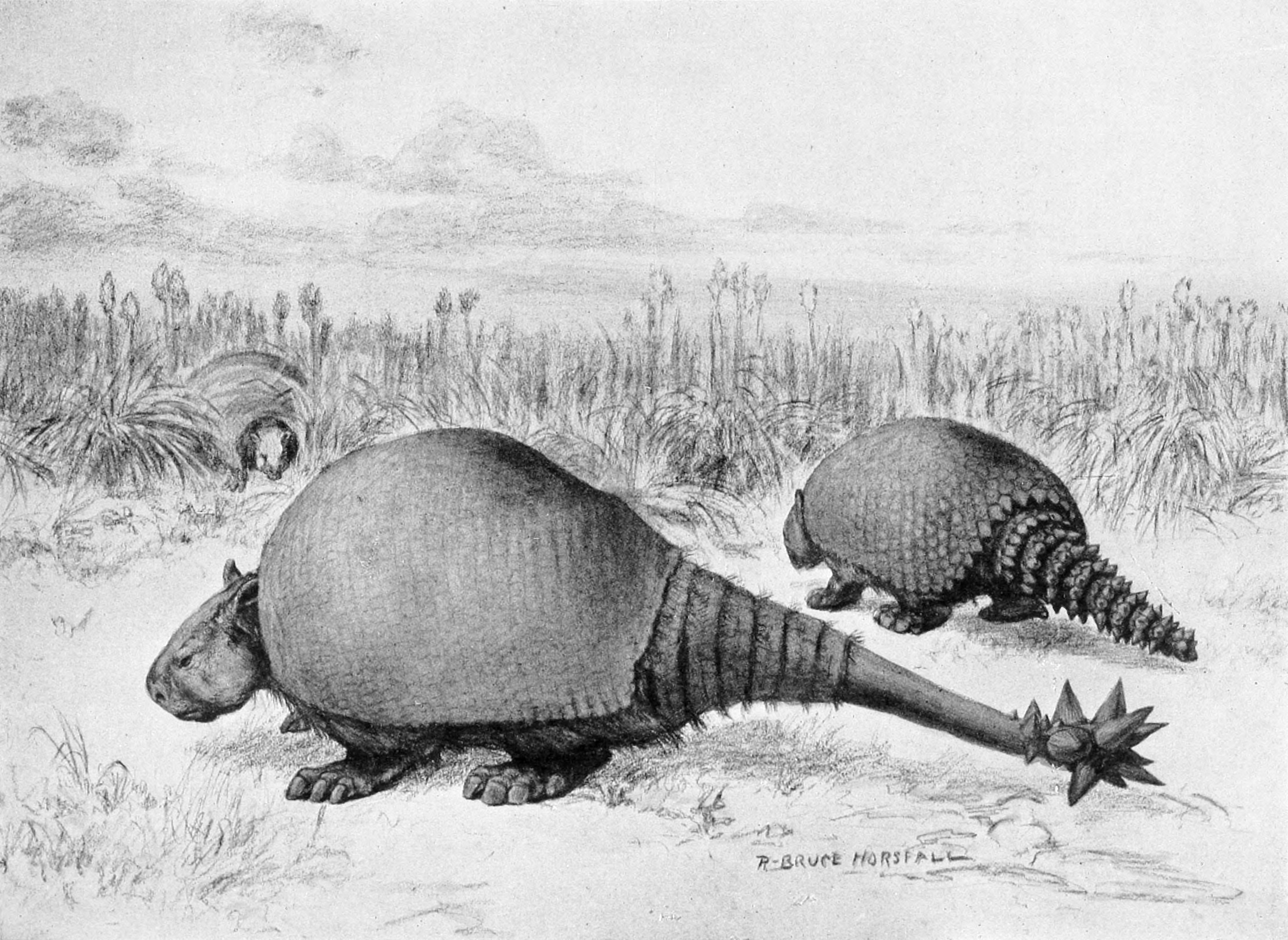
Ricostruzione di Doedicurus e di Glyptodon

La sottofamiglia dei dedicurini (Doedicurinae), invece, appare solo nel Miocene superiore e prospera soprattutto nel Pliocene (come Eleutherocercus), dando vita a forme caratterizzate da uno strano sviluppo della coda: essa presenta degli spuntoni simili a quelli di un mazzafrusto. Doedicurus, del Pleistocene superiore, è un vero gigante, lungo fino a 4 metri. La sottofamiglia più specializzata è quella dei gliptodontini (Glyptodontinae), tipica del Pliocene e del Pleistocene, nella quale le caratteristiche craniche e della dentatura raggiungono il loro massimo sviluppo. Il genere Glyptodon, con numerose specie, è quello più conosciuto, ma sono da ricordare anche Chlamydotherium e soprattutto Glyptotherium, che raggiunse il Nordamerica ancora nel Pliocene superiore (circa 2,5 milioni di anni fa) attraverso l'America Centrale, dopo che la formazione dell'istmo di Panama permise un notevole interscambio faunistico.
†Glyptodontidae Burmeister, 1879
- †Neothoracophorinae Castellanos, 1951
  - †Neothoracophorus Ameghino, 1889
  - †Pseudoneothoracophorus Castellanos, 1951
- †Glyptatelinae Castellanos, 1932
  - †Clypeotherium Scillato-Yané, 1977
  - †Glyptatelus Ameghino, 1897
  - †Neoglyptatelus Garlini, Vizcaíno & Scillato-Yané, 1997
  - †Pachyarmatherium Downing & White, 1995
- †Propalaehoplophorinae Ameghino, 1891 
  - †Asterostemma Ameghino, 1889
  - †Cochlops Ameghino, 1889
  - †Eucinepeltus Ameghino, 1891
  - †Metopotoxus Ameghino, 1895
  - †Propalaehoplophorus Ameghino, 1887
  - †Parapropalaehoplophorus Croft et al., 2007
- †Hoplophorinae Huxley, 1864 
  - †Hoplophorini Huxley, 1864
    - †Berthawyleria Castellanos, 1939
    - †Eosclerocalyptus Ameghino, C., 1919
    - †Eosclerophorus Castellanos, 1948
    - †Hoplophorus Lund, 1838
    - †Hoplophractus Cabrera, 1939
    - †Isolinia Castellanos, 1951
    - †Neosclerocalyptus Paula Couto, 1957
    - †Parahoplophorus Castellanos, 1932
    - †Sclerocalyptus Ameghino, 1891
    - †Stromaphoropsis Kraglievich, 1932
    - †Stromaphorus Castellanos, 1926
    - †Trabalia Kraglievich, 1932
    - †Trachycalyptus Ameghino, 1908

  - †Palaehoplophorini Hoffstetter, in Piveteau, 1958
    - †Aspidocalyptus Cabrera, 1939
    - †Chlamyphractus Castellanos, 1939
    - †Palaehoplophorus Ameghino, 1883
    - †Protoglyptodon Ameghino, 1885
    - †Pseudoeuryurus Ameghino, 1889

  - †Lomaphorini Hoffstetter, 1958
    - †Lomaphorops Castellanos, 1932
    - †Lomaphorus Ameghino, 1889
    - †Peiranoa Castellanos, 1946
    - †Trachycalyptoides Saint-André, 1996
    - †Urotherium Castellanos, 1926

  - †Plohophorini Castellanos, 1932
    - †Coscinocercus Cabrera, 1939
    - †Phlyctaenopyga Cabrera, 1944
    - †Plohophoroides Castellanos, 1928
    - †Plohophorops Rusconi, 1934
    - †Plohophorus Ameghino, 1887
    - †Pseudoplohophorus Castellanos, 1926
    - †Teisseiria Kraglievich, 1932
    - †Zaphilus Ameghino, 1889

  - †Neuryurini Hoffstetter, in Piveteau, 1958
    - †Neuryurus Ameghino, 1889

  - †Panochthini Castellanos, 1927 
    - †Nopachtus Ameghino, 1888
    - †Panochthus Burmeister, 1866
    - †Parapanochthus Moreira, 1971
    - †Propanochthus Castellanos, 1925
- †Doedicurinae Ameghino, 1889
  - †Castellanosia Kraglievich, 1932
  - †Comaphorus Ameghino, 1886
  - †Daedicuroides Castellanos, 1941
  - †Doedicurus Burmeister, 1874
  - †Eleutherocercus Koken, 1888
  - †Plaxhaplous Ameghino, 1884
  - †Prodaedicurus Castellanos, 1927
  - †Xiphuroides Castellanos, 1927
- †Glyptodontinae Gray, 1869
  - †Boreostemma Carlini, Zurita, Scillato-Yané, Sánchez & Aguilera, 2008
  - †Glyptotheriini Castellanos, 1953
    - †Glyptotherium Osborn, 1903

  - †Glyptodontini Gray, 1869
    - †Chlamydotherium Bronn, 1838
    - †Glyptodon Owen, 1839
    - †Glyptodontidium Cabrera, 1944
    - †Glyptostracon Castellanos, 1953
    - †Heteroglyptodon Roselli, 1979
    - †Paraglyptodon Castellanos, 1932
    - †Stromatherium Castellanos, 1953

## Estinzione
L'abbondanza di cibo a disposizione consentì lo sviluppo di dimensioni gigantesche in questi animali, un fatto che costituì un'ulteriore difesa efficientissima contro i predatori, già impotenti contro le corazze dei gliptodontidi. Nonostante la grande differenziazione e la vasta distribuzione geografica, è possibile che i gliptodonti si siano estinti per una modificazione del clima o dell'ambiente, ma anche che, data la loro lentezza di movimenti, siano state facili prede per l'uomo preistorico.

## Classificazione
Una ricerca del 2016, basata sull'analisi del DNA di Doedicurus, ha evidenziato le strette parentele tra i gliptodonti e la maggior parte degli armadilli attuali; di conseguenza, tutti gli armadilli con l'eccezione del genere Dasypus sono stati riclassificati come appartenenti alla famiglia Chlamyphoridae, che comprende le sottofamiglie Chlamyphorinae, Euphractinae, Tolypeutinae e Glyptodontinae. È possibile che anche gli estinti Pampatheriidae e altre forme come Proeutatus fossero rappresentanti dei Chlamyphoridae (Delsuc et al., 2016).